# 5535 Annefrank
5535 Annefrank eller 1942 EM är en asteroid upptäckt 1942 av den tyske astronomen Karl Wilhelm Reinmuth i Heidelberg. Den är döpt efter Anne Frank, den tysk-judiska dagboksförfattaren som dog i ett koncentrationsläger. Namnet på asteroiden valdes inte förrän långt efter andra världskrigets slut.
Den tillhör asteroidgruppen Flora.

## Utforskning
2002 flög rymdsonden Stardust förbi 5535 Annefrank på 3079 kilometers avstånd. Bilderna som sonden tog visar att asteroidens diametrar är 6,6 × 5,0 × 3,4 km, dubbelt så stor som vad tidigare troddes och med en oregelbunden form med nedslagskratrar. Från bilderna kunde 5535 Annefranks albedo fastställas till 0,24.